# Trán
Trong giải phẫu người, trán là phần nằm phía trên và hơi nhô ra phía trước đầu. Nó được đánh dấu bằng đường tóc mọc. Trán là khu vực được dùng cho ba tính năng, hai trong số này là bao phủ hộp sọ người và tính năng còn lại thuộc về da đầu.

## Thể hiện cảm xúc
Các cơ của trán có thể giúp điểu biển cảm xúc khuôn mặt. Có bốn cảm xúc cơ bản, có thể thể hiện độc lập hoặc trong một tổ hợp để thể hiện nhiều cảm xúc khác nhau. Các cơ của trán có thể nâng lông mày đồng thời hoặc đơn lẻ, để diễn tả sự ngạc nhiên; hoặc kéo hai lông mày lại gần nhau diễn tả sự nghiêm nghị, khó chịu.